# ديفيد هيوز (موسيقي)
ديفيد هيوز هو موسيقي سويدي، ولد في 1971 في Säffle Municipality ‏ في السويد.

## وصلات خارجية
- الموقع الرسمي